# Fialide

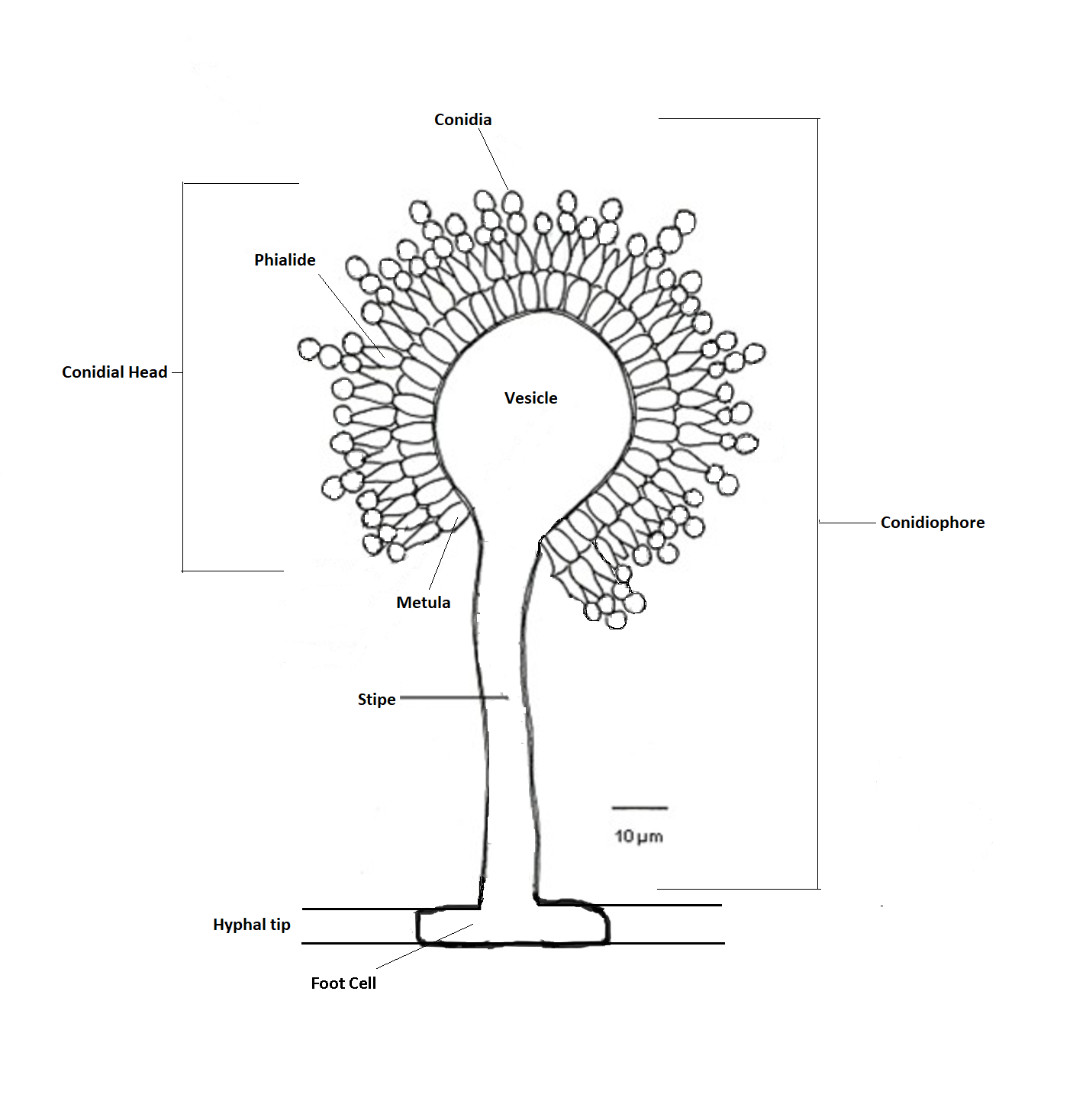
Nell'immagine, che mostra un conidioforo di Aspergillus wentii, è possibile notare le fialidi sviluppate sulla metula

La fiàlide, termine derivato dal greco fialís (fialetta), rappresenta la cellula terminale di un conidioforo, o il conidioforo stesso, sulla cui sommità sono posti i conidi che assumono la denominazione di fialospore (fialoconidi).
La formazione della fialide, descritta originariamente da Hanlin nel 1976 studiando il fungo Aspergillus clavatus, ha inizio con l'assottigliamento della spessa parete cellulare della vescicola, a cui segue la successiva migrazione del citoplasma dalle aree adiacenti con la formazione di un'escrescenza ovale. Durante la crescita migrano all'interno di ciascuna fialide un singolo nucleo, i mitocondri e altri organelli cellulari derivanti dalla vescicola del conidioforo. Raggiunta la maturità le fialidi si distaccano dalla vescicola attraverso un setto basale, dando origine alla caratteristica forma a "fialetta".
I conidi si formano all'interno dell'estremità delle fialidi quando i singoli nuclei si dividono tramite mitosi, dando vita a due nuovi nuclei figli. Uno di questi nuclei migra quindi alla sommità generando il primo conidio, e il processo si ripete portando alla formazione di una catena di conidi per successione basipeta.
I conidiofori possono essere costituiti da monofialidi e polifialidi semplici o ramificati: i monofialidi possiedono solamente una apertura tramite cui vengono prodotti i conidi, mentre i polifialidi hanno più di una apertura per cellula.